# George V (stacja metra)
George V – ósma stacja linii nr 1 w Paryżu. Stacja znajduje się w 8. dzielnicy Paryża.  Została otwarta 13 sierpnia 1900 r. Pod stacją znajduje się aleja Champs-Élysées. Na otwarcie stacja nazywała się Alma, lecz w 27 maja 1920 nazwa została zmieniona na George V – nadana na cześć króla Anglii Jerzego V.